# Kuopion Portti
Kuopion Portti est un complexe immobilier comprenant trois tours construit à Kuopio en Finlande.

## Description
Kuopio Portti est un projet de développement de la zone de la gare de Kuopio.
Au début, le projet était un projet conjoint du groupe VR, de la ville de Kuopio et de Rakennusliike Lapti Oy, dont la conception et la mise en œuvre relèvent de la responsabilité de Lapti Oy. 
Kuopion Portti a été construit en trois phases entre 2018 et 2022.
Trois tours ont été construites ainsi qu'un bâtiment reliant les tours. 
La hauteur de la tour de la phase A est de 16 étages, la hauteur de la tour de la phase B est de 17 étages et la hauteur de la tour de la phase C, achevée au printemps 2022, est de 15 étages. 
L'ensemble abrite 257 appartements, un jardin d'enfants pour environ 80 enfants des bureaux et locaux commerciaux et de service d'environ 15 900 m2, une aire de stationnement pour 483 voitures.  
La superficie totale de la construction est de 46 813 m2.
Les installations du Kuopion Portti sont refroidies et chauffées grâce à la géoénergie. Les pompes utilisent l'électricité produite par l'hydroélectricité et des panneaux solaires sont installés sur le toit. La solution énergétique est 100% neutre en carbone.

## Centre de voyage
Le Kuopion Portti abrite le nouveau centre de voyages de Kuopio. 
Pour les passagers des trains et des bus interurbains, le centre de voyage dispose d'un hall d'accueil relié à la gare de Kuopio  par un tunnel. 
En plus des zones d'attente des passagers, le centre de voyage propose une cafétaria et de restaurant, des chambres d'hôtes, un K-Supermarket, un R-kioski, un fleuriste, des distributeurs de billets VR. Le stationnement couvert de 500 places du centre de voyages est ouvert tous les jours de l'année, 24 heures sur 24.

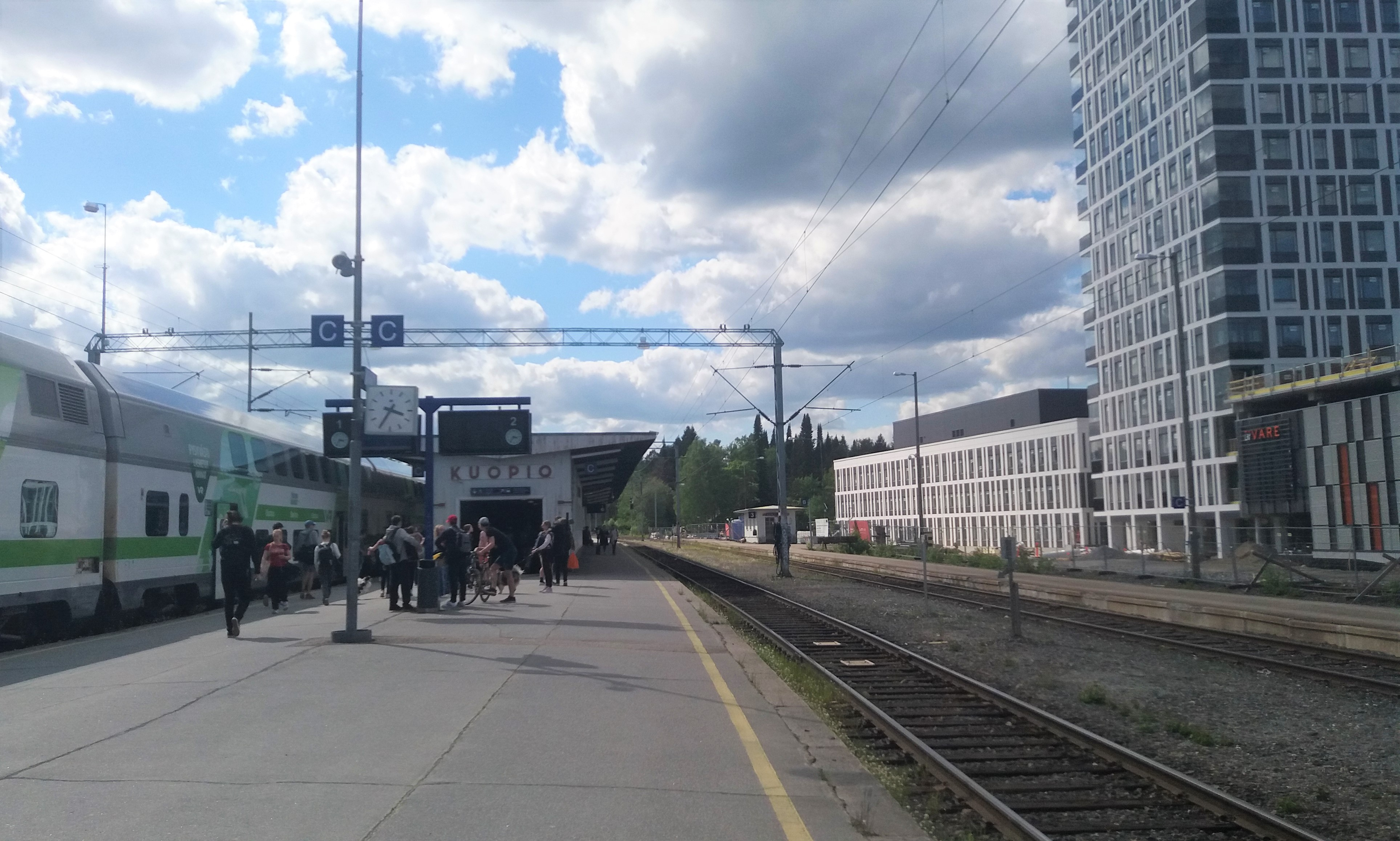
La gare de Kuopio et Kuopion Portti.